# بخت‌آزمایی (فیلم)
«بخت‌آزمایی» (انگلیسی: Lottery (film)) یک فیلم است که در سال ۲۰۰۹ منتشر شد.